# Baldo Giacalone
Baldassarre Giacalone (Palermo, 23 maggio 1948 – gennaio 2018) è stato un allenatore di pallacanestro italiano.

## Carriera
Ha allenato in Serie A1 Termini Imerese.
È stato coach di Mazara, Normanna Cefalù, Termini Imerese, Rosmini, Libertas Trapani e Verga Palermo.